# Thaumasia benoisti
Thaumasia benoisti är en spindelart som beskrevs av Lodovico di Caporiacco 1954. Thaumasia benoisti ingår i släktet Thaumasia och familjen vårdnätsspindlar.
Artens utbredningsområde är Franska Guyana. Inga underarter finns listade i Catalogue of Life.